# Mario Genta
Pour les articles homonymes, voir Genta.
Mario Genta (né le 1er mars 1912 à Turin dans le Piémont et mort le 9 janvier 1993 dans la même ville), est un footballeur international italien évoluant au poste de milieu de terrain, ainsi qu'un entraîneur de football.

## Carrière
Genta évolue durant toute sa carrière en Italie, de 1932 à 1933 à la Juventus (y jouant son seul et unique match le 18 juin 1933 lors d'une défaite 3-2 contre le Genova 1893), puis de 1934 à 1935 à l'AC Pavie, avant de rejoindre le Genoa CFC où il reste onze ans. Il finit sa carrière à l'AC Prato.
Il fait partie du groupe italien vainqueur de la Coupe du monde de football de 1938, n'ayant cependant joué aucun match dans cette compétition. Il joue néanmoins deux matchs amicaux avec la sélection.
Il devient ensuite entraîneur de football.

## Palmarès

### Club
| FBC Juventus - Championnat d'Italie (1) : - Champion : 1932-33. |  | Genoa CFC - Coupe d'Italie (1) : - Vainqueur : 1936-37. |

### Sélection
Italie
- Coupe du monde (1) :
  - Vainqueur : 1938.